# Fifehead Neville
Fifehead Neville est une paroisse civile et un village du Dorset, en Angleterre.